# Marek Jarema
Marek Michał Jarema (ur. 18 września 1946 w Krakowie) – polski lekarz, profesor nauk medycznych, profesor Instytutu Psychiatrii i Neurologii w Warszawie, specjalista w zakresie neurologii i psychiatrii.

## Życiorys
W 1970 ukończył studia na Wydziale Lekarskim Pomorskiej Akademii Medycznej w Szczecinie. Stopień naukowy doktora nauk medycznych uzyskał w 1974, a w 1986 stopień naukowy doktora habilitowanego nauk medycznych. Tytuł naukowy profesora nauk medycznych otrzymał w 1994.
Był asystentem w Klinice Neurologii (1971–1972), asystentem, następnie starszym asystentem (1972–1978), adiunktem (1978–1987) i docentem (1987–1988) w Klinice Psychiatrii Pomorskiej Akademii Medycznej w Szczecinie. Podczas stażu naukowego w Mons w Belgii w 1969 roku uczestniczył w badaniach naukowych, podczas których wraz z zespołem Beligjskich klinicystów opracował chlorprothixen.Od 1989 do 1991 kierownikiem Samodzielnej Pracowni Psychopatologii Instytutu Chorób Układu Nerwowego Pomorskiej Akademii Medycznej. W 1993 został kierownikiem III Kliniki Psychiatrycznej Instytutu Psychiatrii i Neurologii w Warszawie, w latach 1993–1995 jako docent, następnie profesor.
Jest biegłym psychiatrą sądowym. Przez wiele lat był Konsultantem Krajowym Ministra Zdrowia ds. Psychiatrii.
Członek Honorowy Polskiego Towarzystwa Psychiatrycznego.
W 2011 został za zasługi dla rozwoju psychiatrii odznaczony Złotym Krzyżem Zasługi

## Publikacje
- Psychiatria. red: Jarema Marek. Wyd. 2. Warszawa: Wydawnictwo Lekarskie PZWL, 2016, seria: Podręcznik dla studentów medycyny. ISBN 978-83-200-5022-6. Brak numerów stron w książce